# Luiz Eça
Pour les articles homonymes, voir Eça.
Luiz Eça (3 avril 1936 au Brésil - 24 mars 1992) est un pianiste de jazz et de bossa nova brésilien. Il est principalement connu pour sa participation au Tamba Trio.
Il est le compositeur du standard de jazz The Dolphin.

## Discographie
- Cada Qual Melhor! (Odeon, 1961)
- Rio (Columbia, 1964)
- Bossa Nova for Swingin' Lovers (London Globe, 1965)
- Luiz Eça & Cordas (Philips, 1964)
- Brazil 70 (Philips, 1970)
- Piano e Cordas Volume II (Elenco, 1970)
- Vanguarda (Odeon, 1972)
- Antologia do Piano (Philips, 1976)
- Patapio Silva (Funarte, 1980)
- Luiz Eça (Carmo, 1983)
- Triangulo (Carmo, 1985)
- Prá Tanto Viver, avec Pery Ribeiro (Continental, 1986)
- Ensemble, Duas Suites Instrumentais de Luiz Eça (Cantabile, 1988)
- Encontro Marcado (Line, 1992)
- No Museu de Arte Moderna (Imagem, 1993)